# Gościno
Gościno là một thị trấn thuộc huyện Kołobrzeski, tỉnh Zachodniopomorskie ở tây-bắc Ba Lan. Thị trấn có diện tích 6 km². Đến ngày 1 tháng 1 năm 2011, dân số của thị trấn là 2444 người và mật độ 429 người/km².